# Liste der Wappen in der Provinz Foggia
Liste der Wappen in der Provinz Foggia beinhaltet alle in der Wikipedia gelisteten Wappen der Provinz Foggia in der Region Apulien in Italien. In dieser Liste werden die Wappen mit dem Gemeindelink angezeigt.

## Wappen der Provinz Foggia

Provinz Foggia
Lage in Italien

## Wappen der Gemeinden der Provinz Foggia

Accadia
Alberona
Anzano di Puglia
Apricena
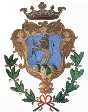
Ascoli Satriano
Biccari
Bovino
Cagnano Varano
Candela
Carapelle
Carlantino
Carpino
Casalnuovo Monterotaro
Casalvecchio di Puglia
Castelluccio dei Sauri
Castelluccio Valmaggiore
Castelnuovo della Daunia
Celenza Valfortore
Celle di San Vito
Cerignola
Chieuti
Deliceto
Faeto
Ischitella
Isole Tremiti
Lesina
Manfredonia
Mattinata
Monteleone di Puglia
Motta Montecorvino
Ordona
Orsara di Puglia
Orta Nova
Panni
Peschici
Pietramontecorvino
Poggio Imperiale
Rignano Garganico
Rocchetta Sant’Antonio
Roseto Valfortore
San Marco la Catola
San Nicandro Garganico
San Paolo di Civitate
Sant’Agata di Puglia
Serracapriola
Stornara
Stornarella
Torremaggiore
Troia
Vico del Gargano
Vieste
Volturara Appula
Volturino
Zapponeta